# Телефонний комутатор

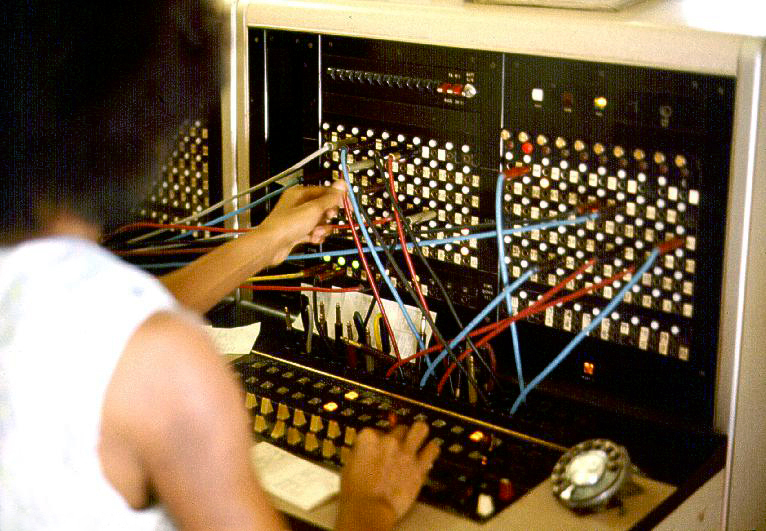
Телефоністка за ручним телефонним комутатором

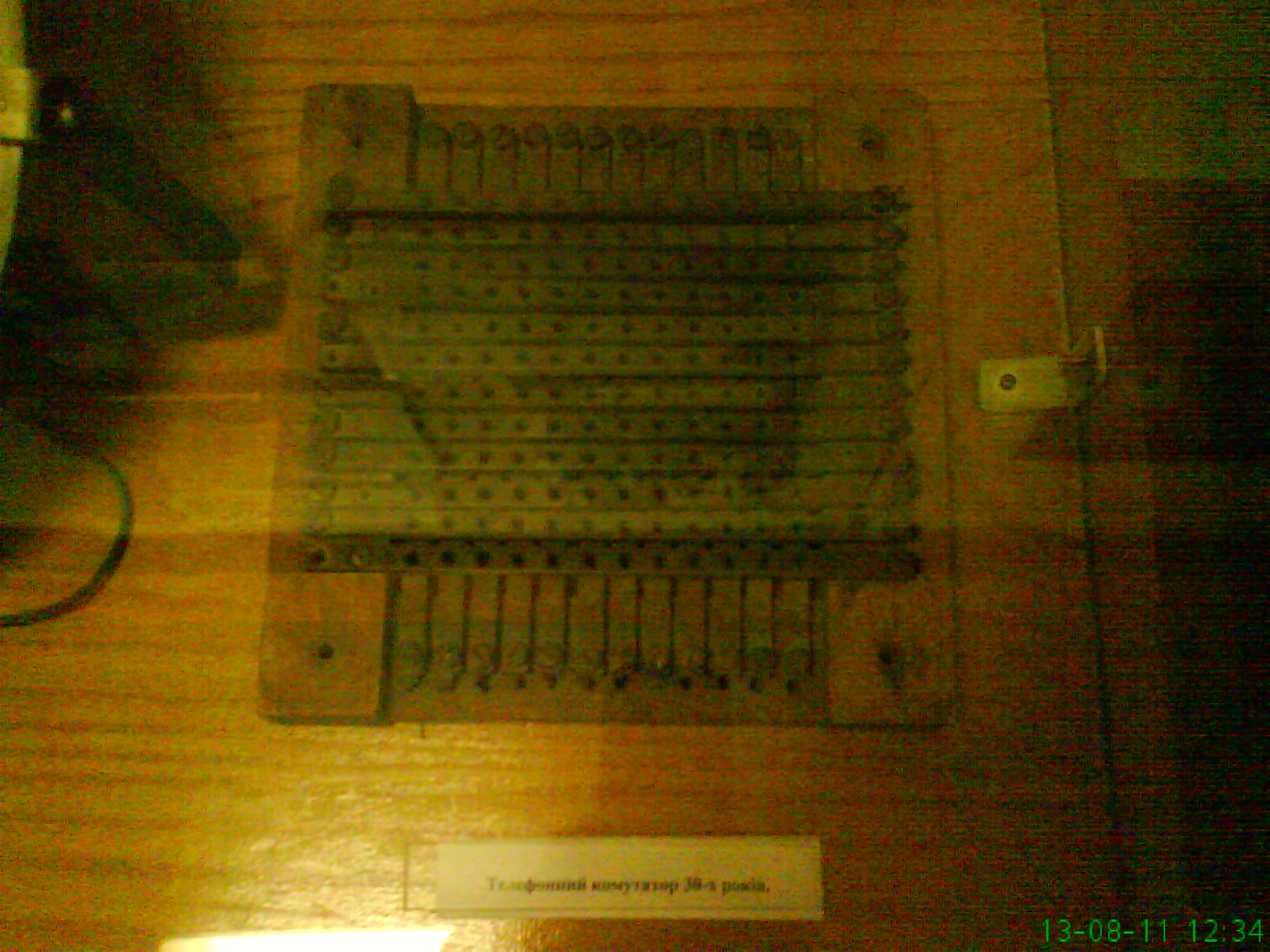
Телефонний комутатор 1930-их років.

Телефонний комутатор — пристрій в телефонії, комутатор для з'єднання (комутації) абонентських, з'єднувальних та міжміських телефонних ліній.
Телефонні комутатори бувають ручні (комутація здійснюється ручним способом, телефоністом) і автоматичні. Останнім часом з'явилися і програмні комутатори (для цілей IP-телефонії).
В ручному телефонному комутаторі комутація виконується в результаті виклику з повідомленням телефоністу номера телефона або назви абонента призначення голосом, наприклад, «Пожежна частина» або «3-12». За отриманою назвою або номером телефоніст виконує комутацію абонентів шляхом з'єднання штекера проводу одного абонента з гніздом (номером) іншого.
В автоматичному телефонному комутаторі комутація виконується в результаті набору абонентом номера абонента призначення, в результаті чого на комутатор передається сигнал про номер у вигляді серії імпульсів або тональних сигналів. Сигнал про номер подається на крокові шукачі (при імпульсному наборі, кожна цифра номера — на окремий шукач) або фільтри з поляризованими реле (при тоновому наборі, кожна цифра номера — на окреме реле), в результаті чого відбувається комутація абонентів.
Відповідно до мобільності телефонні комутатори поділяються на стаціонарні (розгортаються в населених пунктах або на підприємствах) і польові (розгортаються в таборах тимчасового базування. в тому числі — військових).